# Michal Lasko
Michal Lasko, en polonais Michał Łasko, est un joueur italo-polonais qui joue pour l'équipe italienne de volley-ball né le 11 mars 1981 à Wroclaw (Pologne). Il mesure 2,02 m et joue attaquant. Il totalise 16 sélections en équipe nationale d'Italie. Il est le fils de Lech Łasko.

## Clubs
| Club               | Pays    | De         | À         |
| ------------------ | ------- | ---------- | --------- |
| Volley Trévise     | Italie  | 1999-2000  | 2000-2001 |
| API Vérone         | Italie  | 2001-2002  | 2004-2005 |
| Callipo Sport      | Italie  | 2005-2006  | 2005-2006 |
| Piemonte Volley    | Italie  | 2006-2007  | 2007-2008 |
| Blu Volley Vérone  | Italie  | 2008-2009  | 2010-2011 |
| Jastrzębski Węgiel | Pologne | 2011-2012  | 2014-2015 |
| Sichuan NPD        | Chine   | 2016       | 2016      |
| Hydra Latina       | Italie  | Avril 2016 | 2016      |
| Oural Oufa         | Russie  | 2016-2017  | Mars 2017 |
| Rome Volley        | Italie  | 2018-2019  | ...       |

## Palmarès
- Championnat d'Europe (1)
  - Vainqueur : 2005
- Ligue des champions (1)
  - Vainqueur : 2000
- Championnat d'Italie (1)
  - Vainqueur : 2001
- Coupe d'Italie (1)
  - Vainqueur : 2000
- Supercoupe d'Italie (1)
  - Vainqueur : 2000
- Championnat du monde des clubs (1)
  - Vainqueur : 2011